# Vasil Aprilov
Vasil Aprilov (Gabrovo, 21 de julio de 1789 – Galați, 2 de octubre de 1847) foi um educador búlgaro.
Ele estudou e residiu em Moscou, Viena e Brasov. Eventualmente, ele se estabeleceu com sua família na nova cidade e centro da Nova Rússia (região histórica) — Odessa. Em 1831, ele conheceu a pesquisa de Yuri Venelin sobre os búlgaros e sua história, que o tornou um educador e patriota apaixonado. 
Em 1835, com a ajuda de seus concidadãos, foi realizada a iniciativa de abrir a primeira escola moderna búlgara do Método Lancaster – hoje Escola de Ensino Médio Aprilov. Sua contribuição está principalmente na pedagogia da língua búlgara moderna, uma vez que ele rejeita e se opõe resolutamente à educação em massa dos búlgaros para que seja na língua eslava eclesiástica na língua grega.